# Miller Research Fellows
Das Miller Fellow-Programm ist eine Stiftung, die vom Adolph C. und Mary Sprague Miller Institute for Basic Research in Science am Campus der University of California, Berkeley, eingerichtet wurde. Die Stiftung unterstützt die Forschungsfellows, welche an der Universität arbeiten. Jedes Jahr können acht bis zehn Fellows aufgenommen werden, welche aus Hunderten von Bewerbern, aufgrund ihrer wissenschaftlichen Leistungen und Plänen, ausgewählt werden.
Das Fellowship wird für drei Jahre gewährt, während denen sich die Fellows den Einrichtungen der Universität bedienen können und von den Dozenten unterstützt und begleitet werden. Einige Fellows bekommen die Möglichkeit als Dozenten an der Universität zu bleiben, die meisten bekommen Stellen an anderen renommierten Universitäten weltweit.
Vergleichbare Programme sind z. B. das Harvard Junior Fellows- Programm an der Harvard University oder das Junior Fellowship Programm der University of Cambridge.
Bis heute wurden seit 1960 über 400 Fellows in allen Bereichen der Naturwissenschaft unterstützt.

## Auswahl bekannter Fellows
- Carl Sagan (1960–1962), Astronom
- Reinhard Genzel (1980–1982), Astrophysiker, Nobelpreisträger
- Grigori Jakowlewitsch Perelman (1993–1995), Mathematiker, lehnte Fields-Medaille ab
- Adam Riess (1996–1998), Astronom, Nobelpreisträger